# Джеймс Коннор (стрибун у воду)
Джеймс Коннор (англ. James Connor, 5 травня 1995) — австралійський стрибун у воду.
Учасник Олімпійських Ігор 2012, 2016 років.